# Магнезитова плита
Магнезитова плита (МП) — універсальний будівельно-оздоблювальний матеріал виготовлений з природних компонентів без штучних домішок, поверхня огородження для різних сфер застосування; фізико-механічні властивості й експлуатаційні якості вможливлюють широке використання подібно до інших сучасних волого-вогнетривких поверхонь огородження (ОСП (OSB, QSB), ДВП, ДСП, фанера, ГКП/ГВЛ, аквапанель, ЦСП, фіброцементна плита, плаский шифер тощо).

## Структура магнезитової плити
Основні складові речовини: оксид і хлорид магнію, — результатом реакції яких є утворення особливо міцної кристалічної ґратки, щоб утримувати різні наповнювачі.
Наповнювачі: перліт (істотно знижує теплопровідність і вагу, збільшує звукоізоляцію), тирса дрібної фракції (надає додаткової еластичності, легкості, об'єму).
Задля структурної міцності та гнучкості з кожного боку поверхню армують шарами склосітки та нетканого матеріалу.

## Цінність магнезитових плит для споживачів
Висока споживча цінність досягається виключно складом і технологією виробництва: можна казати, що всі характеристики поверхні питомі та притаманні, до того ж однорідні в усіх трьох вимірах.
Екологічність: не містить азбесту, формальдегіду та інших шкідливих речовин, безпечна для людей і продуктів харчування. МП відповідає всім вимогам українських і світових стандартів з екології.
Негорючість: незаймиста та не виділяє токсичних речовин під впливом високих температур, що надає можливість використання її на об'єктах з підвищеними вимогами до пожежної безпеки та в конструктивах по захисту несучих конструкцій будівель від вогню.
Вологостійкість: не деформується під впливом вологості, пари, вогкості, не боїться прямого контакту з водою.
Легкість: дозволяє швидко монтувати різні конструкції без використання підйомних пристроїв, що спрощує монтаж та скорочує кількість робітників, що необхідні для цього, а також дозволяє знизити витрати на створення каркаса та фундаменту будівлі.
Міцність: можна скобити, використовувати цвяхи (навіть пневмопістолет), вкручувати саморізи; МП можна повторно використовувати після демонтажу; на перегородку, виготовлену з МП, можна монтувати навісне обладнання.
Технологічність: робота з плитою не потребує спеціальних інструментів та приладів, різати плити можна звичайним ножем методом надрізу та подальшого зламу по ньому.
Довговічність: тривалість експлуатації МП, залежно від умов, до 30 років. Гарантійний строк — не менше 10 років з моменту монтажу, якщо було дотримано норми монтажу та експлуатації.
Стабільність розмірів: має низькій коефіцієнт лінійного розширення під впливом вологості і температури (до 0,3 %).
Гнучкість: завдяки армуванню скловолокном МП можна використовувати для оздоблення криволінійних конструкцій.
Морозостійкість: витримує понад 50 теплозмін.
Звуко-/теплоізоляція.
Антисептичність: матеріал поверхні перешкоджає появі цвілі, грибків та не прихищає комах.

## Оброблення (технологія монтажу)
МП слід зберігати в сухому та вентильованому приміщенні. У разі, якщо МП якийсь час знаходиться на відкритому повітрі (наприклад, на об'єктах), рекомендовано зберігати її під навісом для захисту від прямого потрапляння вологи. Вогкі плити перед монтажем повинні бути просушені.
Перед монтажем магнезитової плити на профільну систему, слід двічі проґрунтувати обидва боки поверхні (також торці) ґрунтом глибокого проникнення.
При монтажі МП необхідно враховувати її паропроникні властивості. Тому, при оздобленні однієї сторони МП фінішним матеріалом, який запобігає вільному поглинанню вологи (керамічна плитка, паронепроникні фарби, лаки, шпалери і т. д.), зворотній стороні МП також слід надати водовідштовхуючі властивості. Для цього другу сторону плити слід обробити паронепроникними матеріалами (гідрофобізаторами, лаками, фарбами і т. ін.) або ґрунтувати до утворення плівки на поверхні методом багаторазового ґрунтування.
Для внутрішніх робіт монтаж МП слід виконувати в період оздоблювальних робіт (в зимовий час при підключеному опаленні), до облаштування чистих підлог, коли всі «вологі» процеси завершені та прокладені всі електротехнічні і сантехнічні системи, в умовах сухого і нормального режиму вологості. При цьому температура в приміщенні не повинна бути нижче +10°С. Перед монтажем плити повинні пройти адаптацію в приміщенні
Для зовнішніх робіт перед монтажем необхідно дати можливість МП акліматизуватися. Температура матеріалу і навколишнього середовища не повинна бути нижче +5° С.
Розкрій МП виконують за допомогою ручного (ніж, ножівка і т. д.) або електричного (болгарка, лобзик, циркулярна пилка) інструменту. Для розкрою МП за допомогою ножа та металевої лінійки здійснюють надріз верхнього шару армування, відтак ламають плиту по лінії й розрізають армування з-під низу плити. Якщо запобігають допомоги електроінструменту, використовують такий з пилозахистом та алмазними різни'м краєм.
Зняти фаску з торців МП можна за допомогою рубанка або шліфмашинки.
МП може монтуватись як на металеву (дерев'яну) профільну систему, так і на клей з додатковими кріпленнями «парасольками».
Металеві профілі необхідно захистити від корозії.
Крок стійок профільної системи розраховують виходячи з розміру, товщини плити та вимог щодо жорсткості до готової конструкції. Що тонкіша плита, то щільніше роблять крок, однак
не більше 450 мм. При використанні магнезитової плити, як основи підлоги (по лагам), або основи для наклеювання плитки, каменю, а також для облаштування стель лаги розміщують навхрест 300×300 мм.
МП слід закріплювати до профільної системи зенкованими потаємними саморізами (з насічками на зворотній стороні головки та свердлом). Саморізи повинні мати антикорозійне покриття. Саморізи вкручують, відступивши 10-15 мм від краю плити, з кроком 15-20 см. Щоб використовувати звичайні саморізи, попередньо необхідно виконати зенкування в місцях їх встановлення.
При внутрішніх роботах в сухих і гарно вентильованих приміщеннях необхідно залишати проміжок між плитами 2 мм, у вологих та для зовнішніх робіт — 3-4 мм.
Шви між МП закладаються магнезитовою шпаклівкою з додатковим армуванням малярною стрічкою.
Всі шпаклювальні роботи (закладання швів та місць встановлення саморізів, вирівнювання поверхні) рекомендовано виконувати магнезитовою шпаклівкою в умовах, що відповідають експлуатаційним.
МП фарбують вододисперсійними фарбами, які не перешкоджають вільному проникненню вологи крізь поверхню огородження.

## Опорядження
Для фарбування і склеювання магнезитових плит використовують клеї і фарби, що використовуються з будь-якими декоративними матеріалами. Фарби наносяться в один або декілька шарів у залежності від типу фарби і побажання замовника на суху заґрунтовану поверхню плити. На магнезитову плиту можуть бути наклеєні будь-які шпалери без додаткової попередньої підготовки поверхні, а також нанесена будь-яка декоративна штукатурка після попереднього ґрунтування.

## Поширеність
Найпопулярніший обробний матеріал в США, Китаї, Японії. СМЛ використовується в якості основи для кам'яних панелей, для внутрішньої обробки стін, для виготовлення перегородок, при підготовці підлог, облицювання стель будівель. За підвищених протипожежних вимог — можна застосовувати як основу для м'якої покрівлі (т. зв. бітумної черепиці). Лист МП категорії НГ можливо застосовувати для підвищення показників пожежної безпеки. А також для облицювання фасаду будівель з подальшою обробкою, так як СМЛ не є фінішним декоративним покриттям на фасадах.